# Velký elektron-pozitronový urychlovač

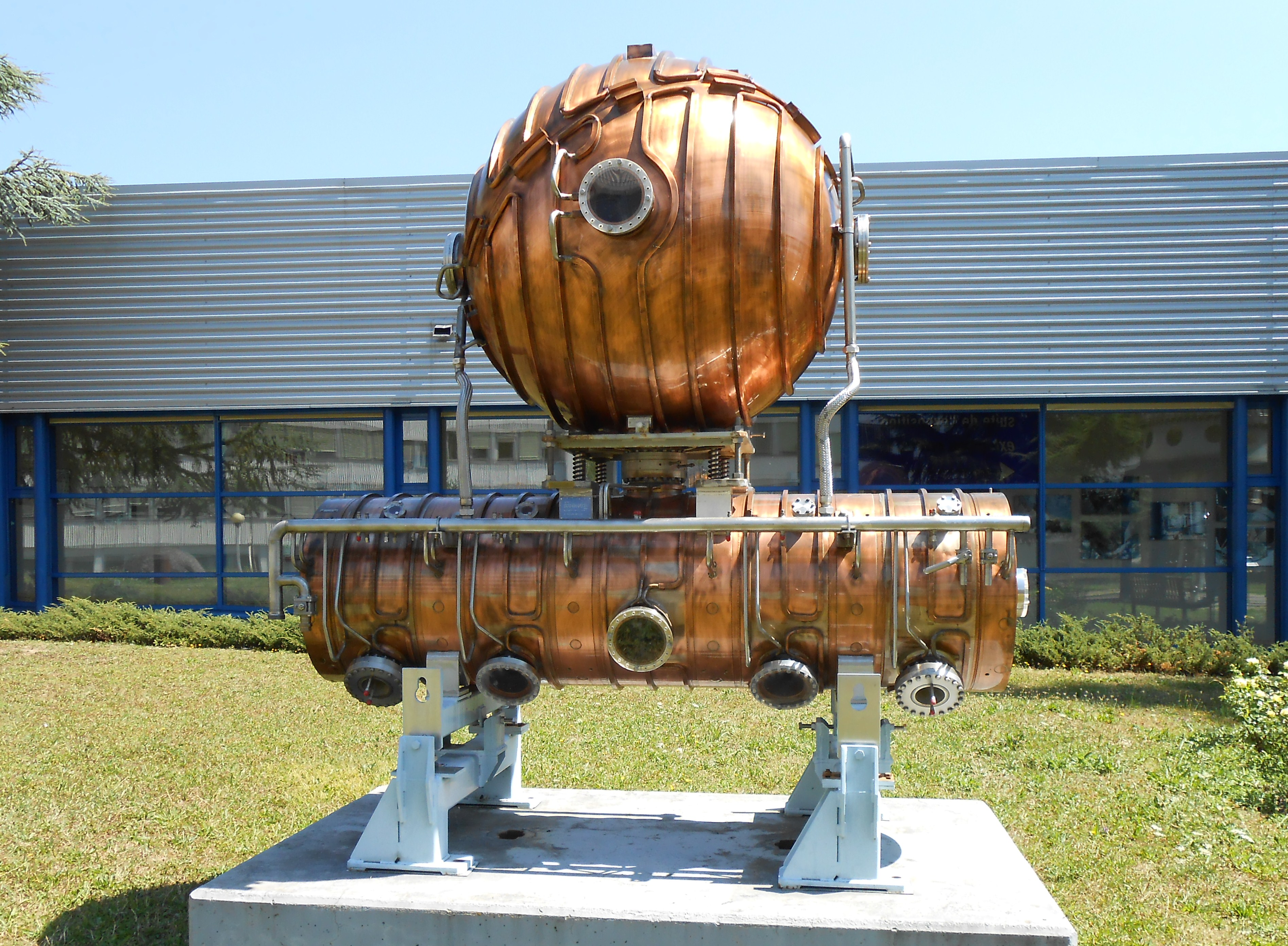
RF dutina z velkého elektrono-pozitronového urychlovače v Muzeu mikrokosmu

Large Electron-Positron Collider (Velký elektron-pozitronový urychlovač; zkr. LEP) byl kruhový urychlovač protiběžných elektron-protonových svazků. V místě srážky svazků byly instalovány detektory ALEPH, Delphi, L3 a OPAL, které sloužily ke studiu vzniklých částic.
Byl postaven v CERNu nedaleko Ženevy ve Švýcarsku. Byl umístěn v kruhovém podzemním tunelu o obvodu asi 27 kilometrů. Samotný tunel vedl pod hranicí mezi Švýcarskem a Francií. V provozu byl v letech 1989 až 2000. Po jeho uzavření v roce 2000 byl tunel využit k vybudování urychlovače LHC.